# Lening
Een lening is een geldbedrag dat door een partij wordt verstrekt aan een andere partij op voorwaarde dat het later terug wordt betaald. De uitlener krijgt daarmee een vordering op de lener en wordt schuldeiser. De lener krijgt een schuld en wordt schuldenaar. Het aangaan van een lening is een overeenkomst, namelijk een leenovereenkomst, die zelf ook wel lening wordt genoemd. Als gesproken wordt over de aan- of verkoop van een lening wordt met lening de vordering bedoeld; de schuldenaar krijgt dan een andere schuldeiser.
Een schuldbewijs is een verklaring die de lener bij het in ontvangst nemen van het geldbedrag aan de uitlener verstrekt, en het bewijs vormt van de vordering die de uitlener/schuldeiser heeft op de lener/schuldenaar.
Veelal wordt bij een leenovereenkomst een vergoeding geregeld in de vorm van rente en eventueel andere kosten. Om het onderscheid te benadrukken tussen het oorspronkelijk geleende bedrag enerzijds en de rente en kosten anderzijds, wordt het eerste ook wel de hoofdsom genoemd. Afhankelijk van de afspraken kan een lening inclusief rente en kosten in een keer of in gedeelten worden afgelost. Het gedeelte van de hoofdsom dat nog niet is afgelost, wordt de pro resto hoofdsom genoemd.
Degene die de lening verstrekt wordt geldschieter genoemd. Dit is vaak een bank. Banken hebben de beschikking over geld dat door anderen bij hen in bewaring gegeven is. Die personen willen daar graag rente over ontvangen. De bank kan die rente vergoeden als de bank rendement op het in bewaring gegeven geld kan bereiken. Dit kan de bank doen door het geld te beleggen, of door het uit te lenen.

## Soorten

### Gedekt
Een gedekte lening is een vorm van schuld waarbij de lener een bepaald actief (bijvoorbeeld een auto, een huis) als onderpand geeft.
Een hypotheeklening is een zeer gangbaar type lening, dat door veel personen wordt gebruikt om residentieel of commercieel onroerend goed te kopen. De geldverstrekker, meestal een financiële instelling, krijgt een waarborg een pandrecht op de eigendomstitel totdat de hypotheek volledig is afbetaald. In het geval van een woninglening, als de lener in gebreke blijft bij de aflossing, heeft de bank het wettelijke recht het huis te herpossederen en te verkopen om de verschuldigde bedragen te verhalen. Hypotheekaanpassingen kunnen wanbetalingen voorkomen.
Op dezelfde manier kan een lening om een auto te kopen worden gedekt door de auto zelf. De looptijd van de lening is vaak korter en komt vaak overeen met de gebruiksduur van de auto. Er zijn twee soorten autoleningen: direct en indirect. Bij een directe autolening leent een bank het geld rechtstreeks aan een consument. Bij een indirecte autolening treedt een autodealer (of een verbonden onderneming) op als tussenpersoon tussen de bank of financiële instelling en de consument.
Andere vormen van gedekte leningen zijn leningen met effecten als onderpand – zoals aandelen, beleggingsfondsen, obligaties, enzovoort. Deze vorm geeft klanten een kredietlijn op basis van de kwaliteit van de onderpand-effecten. Goudleningen worden verstrekt aan klanten na beoordeling van de hoeveelheid en kwaliteit van het verpande goud. Bedrijven kunnen ook gedekte leningen aangaan door activa van het bedrijf, inclusief het bedrijf zelf, te verpanden. De rente voor gedekte leningen ligt meestal lager dan bij ongedekte leningen. Gewoonlijk schakelt de kredietinstelling mensen in (in vaste dienst of op contractbasis) om de kwaliteit van het onderpand te beoordelen voordat de lening wordt goedgekeurd.

### Ongedekt
Ongedekte leningen zijn geldleningen waarvoor geen onderpand van de lener wordt geëist. Deze kunnen door financiële instellingen op veel verschillende manieren of als verschillende ‘producten’ worden aangeboden:
- Kredietkaarten
- Persoonlijke leningen
- Bank- roodstanden
- Kredietfaciliteiten of kredietlijnen
- Bedrijfsobligaties (kunnen gedekt of ongedekt zijn)
- P2P-leningen

De rentetarieven die op deze vormen van toepassing zijn, kunnen variëren afhankelijk van de kredietgever en de lener. Ze kunnen al dan niet wettelijk gereguleerd zijn. In het Verenigd Koninkrijk, wanneer het particulieren betreft, kunnen ze onder de Consumer Credit Act 1974 vallen.
De rente op ongedekte leningen is vrijwel altijd hoger dan die op gedekte leningen, omdat een ongedekte kredietgever bij wanbetaling veel minder mogelijkheden heeft om zich te verhalen op de lener en daarom meer risico loopt. De ongedekte kredietgever moet de lener aanklagen, een geldvordering verkrijgen wegens contractbreuk, en vervolgens executiemaatregelen nemen op de niet-verpande activa van de lener (dat wil zeggen activa die niet al aan een gedekte lening zijn verbonden). Bij insolventieprocedures hebben gedekte kredietverstrekkers traditioneel voorrang op ongedekte kredietverstrekkers wanneer de rechtbank de activa van de lener verdeelt. Een hogere rente weerspiegelt dus het extra risico dat de schuld bij insolventie mogelijk niet kan worden geïnd.

### Hypothecaire lening
hypothecaire lening. Een lening tegen onderpand. Iemand leent geld om een huis te kopen; het huis dient als onderpand. Die persoon betaalt rente en aflossing aan de bank.

### Persoonlijke lening
persoonlijke lening. Een lening aan een persoon om andere zaken dan een woning aan te schaffen. Omdat het risico hiervan groter is (er is geen onderpand), is de rente op een persoonlijke lening hoger dan een hypotheekrente.

### Doorlopend krediet
doorlopend krediet. Hierbij ligt het totale bedrag niet vast. Er wordt naar behoefte geld opgenomen en afgelost.

### Achtergestelde lening
achtergestelde lening. Dit is een lening (vooral door bedrijven aangegaan) die pas wordt terugbetaald nadat de andere schuldeisers (inclusief gewone leningen) zijn voldaan. Dit vergroot het risico en dus is de rente hoger.

### Zakelijke lening[2]
Zakelijke lening.Dit is een lening die is afgesloten voor zakelijke doeleinden. Bij het afsluiten van een zakelijke lening ontvangt men in één keer het totale leenbedrag. Vanaf dat moment wordt er elke maand een vast bedrag afgelost, totdat de lening geheel is terugbetaald. Is er daarna weer geld nodig, dan moet een nieuwe lening worden afgesloten. Het kan ook gaan om een zakelijke lening waarmee men flexibel geld kan opnemen en aflossen naar behoefte. Elke aflossing kan direct opnieuw worden opgenomen.
Andere soorten leningen zijn onder meer:
- Gesubsidieerde leningen – leningen met een verlaagde rente, zoals studieleningen waarbij de overheid de rente betaalt zolang de lener studeert.
- Concessionele leningen – leningen die worden aangeboden op gunstigere voorwaarden, zoals een lagere rente of aflossingsvrije perioden, vaak door overheden aan ontwikkelingslanden of als werknemerbenefit.

## Gespecialiseerde leningen

### overbruggingshypotheek
overbruggingshypotheek. Kenmerkend is dat deze hypotheek een beperkte periode moet overbruggen, bijvoorbeeld de tijd tussen de aankoop van een nieuwe woning (die eerst betaald moet worden) en de verkoop van de oude woning (waarvan de eigenaar pas later het geld ontvangt om de overbruggingshypotheek af te lossen).

### flitskrediet
flitskrediet. Dit is een persoonlijke lening met een looptijd van maximaal drie maanden. Sinds juni 2011 vallen deze leningen onder het toezicht van de AFM. Voor diensten zoals het extra snel uitbetalen van de leensom en het aflossen buiten de looptijd worden soms hoge kosten in rekening gebracht, in verhouding tot de rente.

### Demand
Demand-leningen zijn kortlopende leningen zonder vaste datum voor aflossing. In plaats daarvan hebben demand-leningen een variabele rente, die meebeweegt met bijvoorbeeld de prime lending rate of andere contractueel bepaalde voorwaarden. De geldverstrekker kan op elk moment terugbetaling eisen (“call”) van de lening. Demand-leningen kunnen ongedekt of gedekt zijn.

## Voorwaarden van leningen

### Gesubsidieerd
Een gesubsidieerde lening is een lening waarbij de rente wordt verlaagd door een expliciete of verborgen subsidie. In de context van studieleningen in de Verenigde Staten betekent het dat er geen rente wordt opgebouwd zolang een student ingeschreven staat in het onderwijs.

### Concessioneel
Een concessionele lening, soms "zachte lening" genoemd, wordt verstrekt op aanzienlijk gunstiger voorwaarden dan een marktlening, bijvoorbeeld door een rente onder de marktprijs, door aflossingsvrije perioden, of een combinatie van beide.[5] Dergelijke leningen kunnen door buitenlandse overheden worden verstrekt aan ontwikkelingslanden of kunnen worden aangeboden aan werknemers van kredietinstellingen als een extra arbeidsvoorwaarde (soms een “perk” genoemd).

Indien een kleine lening tussen twee vrienden of familieleden wordt afgesloten, zal er over het algemeen geen rente betaald worden. Bij grote bedragen zal dat echter in veel gevallen wel gebeuren. Bij het lenen van grote bedragen is het aan te raden om de rechten en plichten vast te leggen in een schriftelijke overeenkomst.

## Vermogensoverdracht in de tijd
Het idee van lenen kan het beste worden begrepen als de factor tijd en de menselijke levensloop worden bekeken.
Immers, sparen is het uitstellen van consumptie: Geld dat men in het heden overhoudt, wordt gespaard om dit in de toekomst uit te kunnen geven.
Bij lenen gebeurt het tegenovergestelde, de lener wil in het heden geld uitgeven dat hij of zij nog niet bezit. Men kan door te lenen reeds in het heden beschikken over geld dat men in de toekomst verwacht te verdienen, beter gezegd, verwacht over te houden. Een duidelijk voorbeeld is een hypothecaire lening om een huis te kopen. Men leent geld omdat men niet 30 jaar wil wachten alvorens genoeg geld is gespaard om het huis te kopen.
Deze zienswijze benadrukt ook dat lenen onverantwoord is als onzeker is of in de toekomst meer verdiend wordt dan benodigd is voor bekostiging van het levensonderhoud en andere zaken.
Het beste inzicht in de essentie van lenen kan worden verkregen door in te zien dat toekomstige inkomsten naar het heden worden gehaald door te lenen, net als huidige inkomsten naar de toekomst worden verschoven door te sparen. De rol van de financier van de lening is strikt genomen alleen die van bemiddelaar tussen degene die geld leent en degene die geld verstrekt.

## Sociale lening
Een sociale lening is een lening die, vaak door of met steun van de overheid, in bepaalde gevallen op gunstige voorwaarden verstrekt wordt. Dit kan bijvoorbeeld gelden voor studenten (sociaal leenstelsel) en inburgeraars.

## Grammatica
In het Nederlands kent men paren als kopen en verkopen, huren en verhuren. Bij lenen is het wat verwarrender. 
In de standaardtaal betekent lenen zowel in leen geven (= lenen aan) als te leen ontvangen (= lenen van).
De eigenaar van het goed of geld leent (met meewerkend voorwerp) of leent uit (meestal zonder meewerkend voorwerp).
Degene die het ter beschikking krijgt, leent (zonder meewerkend voorwerp). 
Voorbeelden:
- Jan heeft het boek (lijdend voorwerp) uitgeleend.
- Jan heeft het boek  (lijdend voorwerp) aan Piet  (meewerkend voorwerp) geleend.
- Piet heeft het boek  (lijdend voorwerp) (van Jan) geleend.